# Anime Network
Anime Network é um canal norte-americano subsidiário da empresa A.D. Vision (empresa mãe da ADV Films), dedicado inteiramente à transmissão de animes. O canal foi lançado no final de 2002, na América do Norte, e é distribuido como um sistema múltiplo por um canal e por um sistema em Video On Demand. O Anime Network cessou suas transmissões em 1 de janeiro de 2008 para se dedicar ao sistema Video On Demand.

## Disponibilidade e distribuição
No lançamento, a Anime Network só estava disponível pela Video On Demand para os assinantes da Comcast na área de Filadélfia, com 1,2 milhão de clientes, com mais fornecedores optando por levar o serviço mais tarde. O serviço linear lançado em 30 de junho de 2004 para complementar o serviço Video On Demand. A Comcast Communications já carregava o canal em vídeo sob demanda desde o seu lançamento. Em 29 de maio de 2009, a Comcast descontinuou o transporte do serviço em seu pacote gratuito e seu pacote de televisão digital pay-per-view, no entanto, são periodicamente incluídos entre os Top Picks da Comcast Xfinity.

### Serviço linear 24/7
De 30 de junho de 2004 a 4 de janeiro de 2008, o Anime Network disponibizou o canal 24/7 disponível somente a cabo e via satélite, sendo adquirido apenas por pequenas empresas. Em 4 de janeiro de 2008 o Anime Network anunciou oficialmente que o serviço 24/7 deixaria de funcionar. A rede continua funcionando só como um provedor Video On Demand.

### Vídeo sob demanda
O Anime Network está disponível somente em Vídeo sob demanda, em três formatos:
| Tipo                     | Abreviação    | Informação de Conteúdo | Notas |
| ------------------------ | ------------- | --- | --- |
| Vídeo sob demanda Grátis | VOD Grátis    | Até 10 horas de conteúdo. O conteúdo pode ser editado com anúncios. | Disponível para os clientes DirecTV, Comcast, Time Warner Cable, Bright House Networks e Buckeye CableSystem. Os fornecedores que oferecem o pacote Inscrição On Demand podem tornar-se On Demand Grátis, um pacote disponível para todos os seus clientes.                                         |
| Eventos sob demanda      | VOD Eventos   | Amosta de animes inéditos por $ 3.99. | Atualmente disponível para os assinantes da Comcast. |
| Inscrição sob demanda    | Inscrição VOD | Até 15-25 episódios por semana, o conteúdo é inédito e não há intervalos. A Inscrição Sob demanda recebe novos shows e séries para os assinantes que possuem este pacote. Este conteúdo não está disponível para os assinantes VOD Grátis. | Está disponível em seis das dez maiores fornecedoras a cabo dos Estados Unidos.Como: Cox, Suddenlink e Insight, também irá distribuir o pacote OVD Grátis a todos os seus clientes. Alguns provedores como: Carta, Media Com e Shaw TV Digital só tornarão disponível o pacote Inscrição On Demand. |